# Djurgården Hockey 1960/1961
Djurgården spelade i Division 1 Södra där man kom först i serien. Man vann senare SM-serien.